# Grygla, Minnesota
Grygla là một thành phố thuộc quận Marshall, tiểu bang Minnesota, Hoa Kỳ. Năm 2010, dân số của thành phố này là 221 người.

## Dân số
- Dân số năm 2000: 228 người.
- Dân số năm 2010: 221 người.